# 붉은 시청사

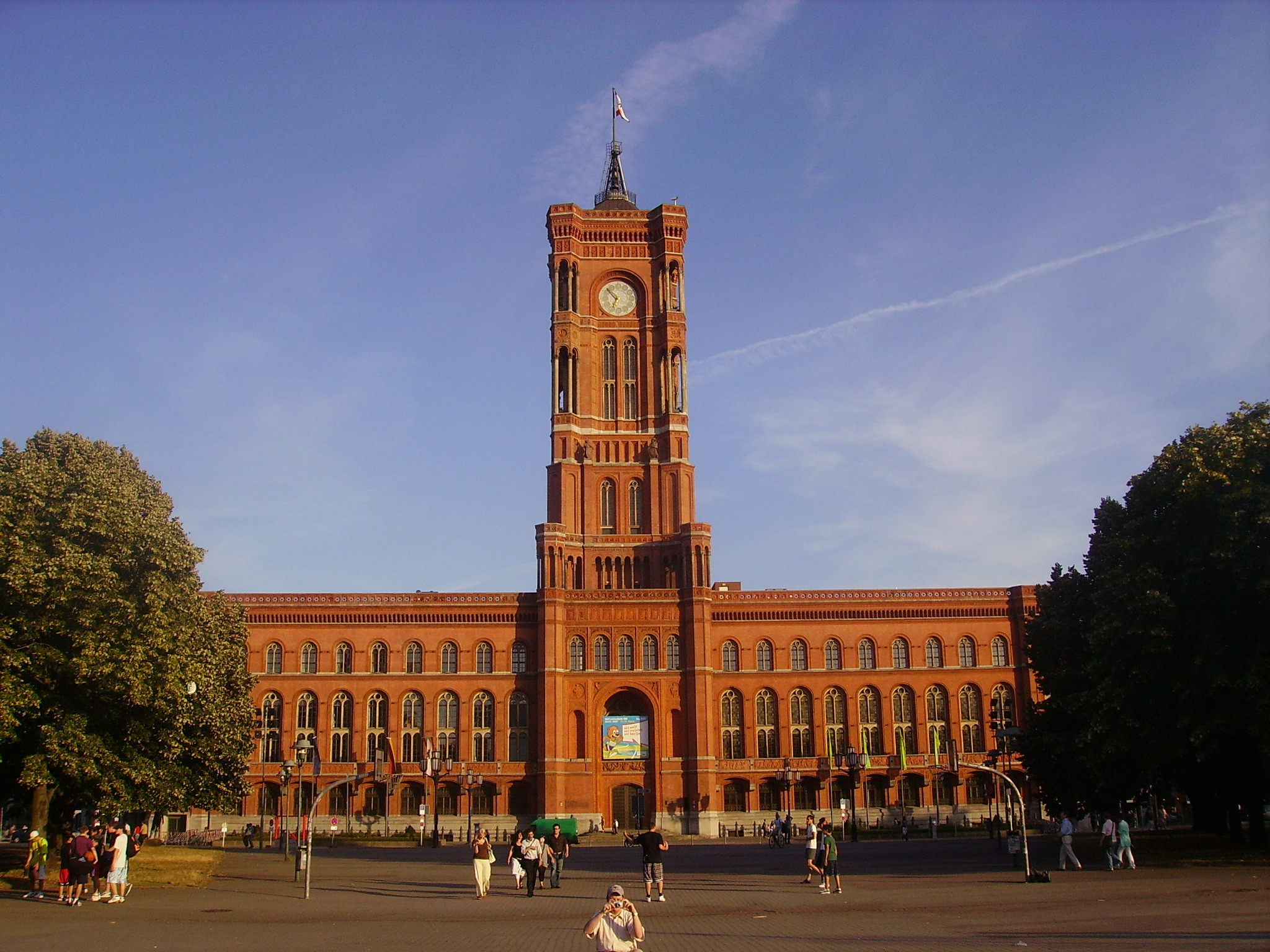
붉은 시청사

붉은 시청사(독일어: Rotes Rathaus)는 독일 베를린의 시청 건물로, 미테 지역에 위치하고 있다. 알렉산더 광장 근처의 라트하우스 거리에 있다.

## 같이 보기
- 알렉산더 광장
- 베를린 텔레비전탑